# Iglesia de San Fructuoso (Valoria del Alcor)
La iglesia de San Fructuoso es una iglesia situada en la localidad de Valoria del Alcor, provincia de Palencia, España, declarada bien de interés cultural el 15 de abril de 1993.

## Descripción
Se tratad de un edificio con posibles orígenes en los siglos XII o XIII, el pórtico es su elemento característico, habiéndose cerrado en el siglo XVIII. Se remató al gusto barroco la torre y se ejecutó el segundo pórtico situado al norte. En el siglo XIX se añadió el último tramo de la nave, copiando el modelo de construcción románica.
El ábside consta de tramo recto, cubierto con bóveda de medio cañón apuntado, y semicircular, con bóveda de horno, abriéndose a la nave a través de arco triunfal doblado.
La nave primitiva se cubre con bóveda de cañón apuntado, dividida en tres tramos por dos arcos fajones apuntados. El pórtico románico, en la fachada sur, ha sufrido importantes reformas, cerrándose sus accesos y arcadas, manteniendo en parte la primitiva bóveda.
La torre, de grandes proporciones, tiene acceso a tramos de escalera que se desarrolla en torno a la planta, situándose en su parte superior las campanas.
Toda la edificación está realizada en fábrica de sillería y la cubierta es de teja árabe.